# Villa Correr Dolfin

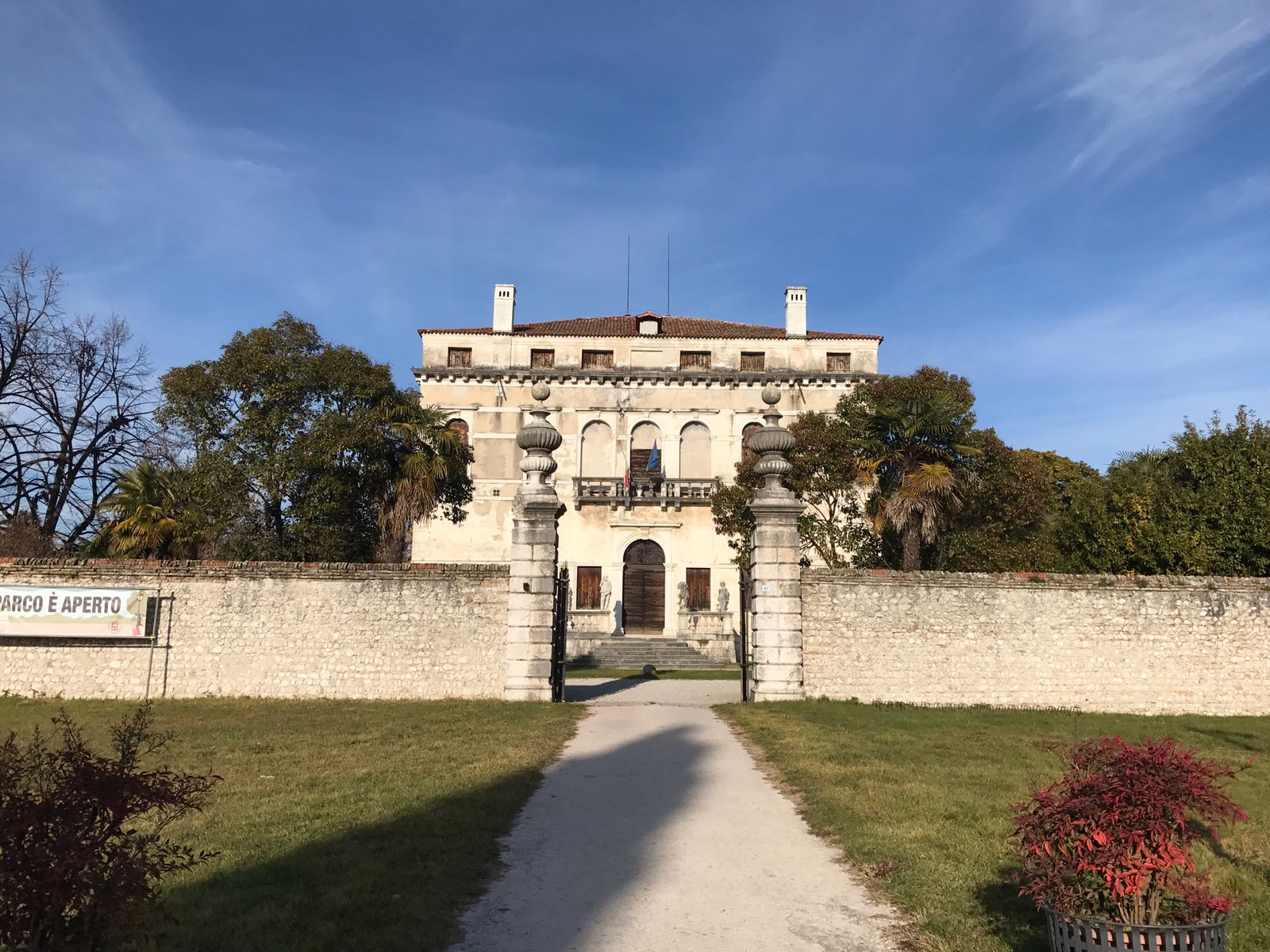
Villa Correr Dolfin in Rorai Piccolo

Die Villa Correr Dolfin, auch Villa Correr a Porcia, ist ein Landhaus in venezianischem Stil aus dem 17. Jahrhundert in Rorai Piccolo, einem Ortsteil von Porcia in der italienischen Region Friaul-Julisch Venetien.
Der Name der Villa ist von denen zweier bedeutender venezianischer Familien abgeleitet, die für zwei wichtige Phasen der Geschichte stehen, die Correr aus Santa Fosca und die Dolfin aus Santa Maria al Malcanton. Dies ist ein Ausdruck der venezianischen Kultur auf dem Territorium des Friaul, ein Zeugnis der Auftraggeber und einer bedeutenden Phase der Geschichte, auch der wirtschaftlichen, von Porcia.

## Geschichte
Die Villa Correr Dolfin sollte weniger dem Aufbau klassischer Landhäuser dieser Zeit folgen, den sogenannten „Ville aperte“ (dt.: offenen Landhäusern), Landhäusern mit klassischer Frontfassade und breiten Kolonnaden. Sie folgte stattdessen einer Struktur und Dimensionen der Isolierung und des gesellschaftlichen Abschlusses; das Landhaus wurde mit einer Mauer umgeben, die das Herrenhaus abschloss und es von der bäuerlichen Umgebung unterschied.
Der Bau der Landhäuser passte sich im Übrigen immer an die physischen Bedingungen des Territoriums an und in Niederfriaul haben das gemäßigte Klima, die Quellwässer, die Fruchtbarkeit des Bodens und die Verbindungswege den Bau herrschaftlicher Villen begünstigt, die zwischen den Siedlungen und dem offenen Land liegen. Dies ist auch bei der Villa Correr Dolfin der Fall, einem Landhaus, das zwischen Dorf und offenem Land liegt, das auf die Kolonnaden zugunsten einer Blockbauweise auf zwei Ebenen mit breiten Fenstern, die Licht hereinlassen, verzichtet. Die Villa wurde in einer Gegend gebaut, in der die Familie Correr, eine venezianische Patrizierfamilie, ab der Mitte des 17. Jahrhunderts ihre finanziellen Interessen gerichtet hatte. Das Friaul galt damals als bevorzugtes Gebiet für Investitionen zu Lande und zu Wasser. Die Schiffbarkeit der Livenza ermöglichte eine sichere Verbindung mit Venedig und auf der anderen Seite waren die Böden der Region reichlich vorhanden, fruchtbar und damit auch sehr profitabel. Ein weiterer Punkt, der für die Böden im Friaul sprach, war das im Überfluss vorhandene Holz, das man in Venedig in großen Mengen nutzte. Die Villa Correr Dolfin war zudem ein Zeichen für die bedeutenden und engen Beziehungen, die zwischen dem westlichen Friaul und Venedig entstanden waren.

## Beschreibung

### Innenräume
Die Villa hat zwei Eingänge, einen an der Hauptfassade und den anderen an der Rückfassade. Beide führen direkt zum großen Salon. Der zentrale, große Salon entspricht den Kriterien, die Andrea Palladio anwandte und vorschlug; er ist der Hauptraum des Hauses und seine Breite entspricht der der Loggia. Um den Salon sind die anderen Räume des Hauses angeordnet; sie folgen einer präzisen Symmetrie und sind miteinander verbunden. Der lange Saal und die anderen Räume haben Holzdecken. Alle Räume sind durch hohe Fenster belichtet, die genau in Reihe angeordnet sind; das Ganze ist auch nach den Türen im ersten Obergeschoss ausgerichtet.
Das zweite Geschoss der Villa ist das Piano nobile; dies lässt sich mit Sicherheit sagen, weil es in diesem Geschoss große, offene Kamine in Marmor gibt. Die Innenräume sind alle mit Fresken versehen, die Wände in beiden Geschossen mit ihnen bedeckt, die beiden breiten Salons in der Mitte und die acht Eckzimmer. Über der Eingangstür ist das Wappen der Familie angebracht und mit einer grünen Girlande umgeben. Heute sind die Fresken nicht mehr genau zu erkennen, weil sie sich in einem schlechten Zustand befinden.

### Nebengebäude und Außenanlagen
Östlich des Landhauses erstreckt sich die Barchessa, ein niedriges Gebäude mit Portikus. Sie ist ein Nebengebäude, das als Wetterschutz für landwirtschaftliche Produkte, Holz und Werkzeuge diente, die im Landhaus benötigt wurden. Die Vorhalle hat Architrave mit dorischen Säulen und eine Holzdecke. Die Barchessa hat zwei Stockwerke und vier Türen ermöglichen den Zugang.
Ebenfalls im Außenbereich liegt die Kirche, die auf die Hauptstraße hin ausgerichtet ist. Das Kirchenschiff liegt im Hochparterre und zur Eingangstüre muss man fünf Stufen erklimmen. Ihre Fassade ist sehr einfach und erinnert an einige Beispiele palladianischer Architektur. Das Kirchenschiff besteht aus einen einzigen, rechteckigen Raum ohne Chor und ist durch drei Fenster belichtet. Der Altar steht erhöht und besteht aus mehrfarbigem Marmor. Die Decke ist bemalt und zeigt die Jungfrau im Himmel.
Der Garten der Villa ist ein italienischer Garten, was eine enge Beziehung zwischen Architektur und Grünflächen in einer geometrischen Struktur voraussetzte, die das Gebäude mit den natürlichen Elementen verband. Der vordere Teil wird von geraden Alleen in Sektoren unterteilt. Es ist ein Garten der geometrischen Teilung, eben mit Bäumen und Sträuchern, die an den Seiten und im hinteren Teil des Gartens gepflanzt sind. Die Außenanlagen, die bewusst so geplant und auf diese Weise entworfen wurden, hatten zum Ziel, den Block des Herrenhauses bedeutend erscheinen zu lassen.

## Galeriebilder

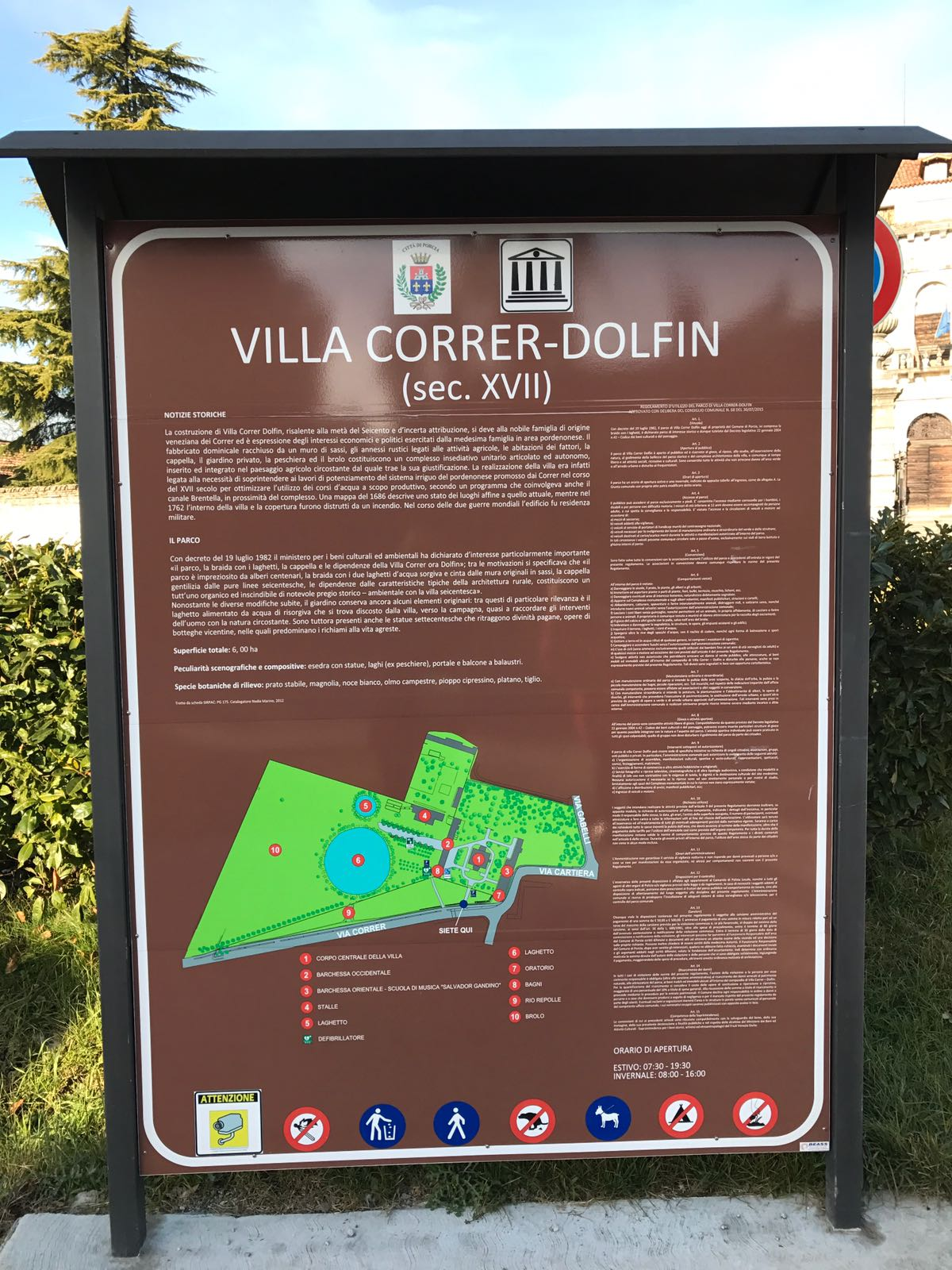
Übersichtskarte am Eingang zur Villa
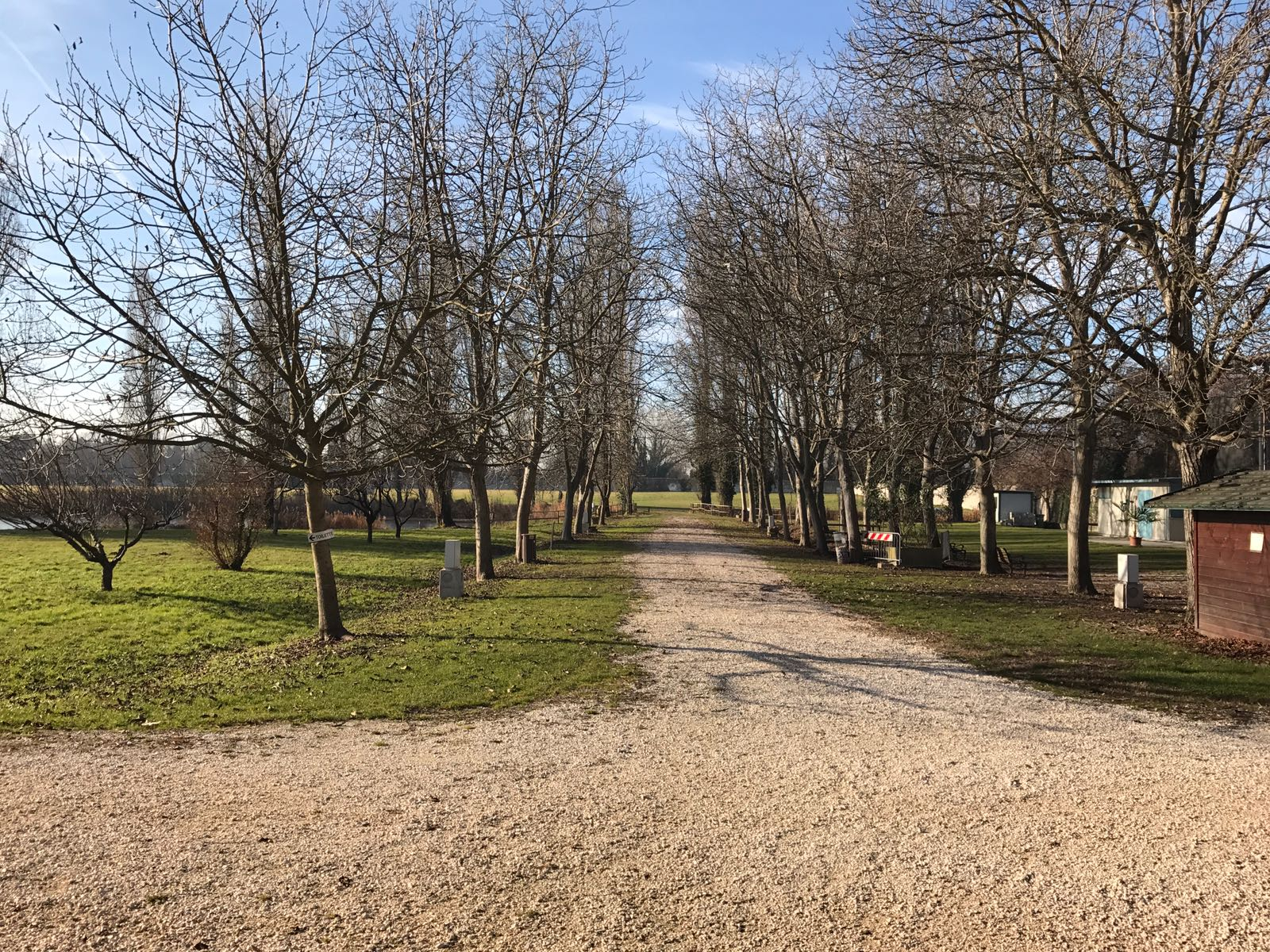
Garten
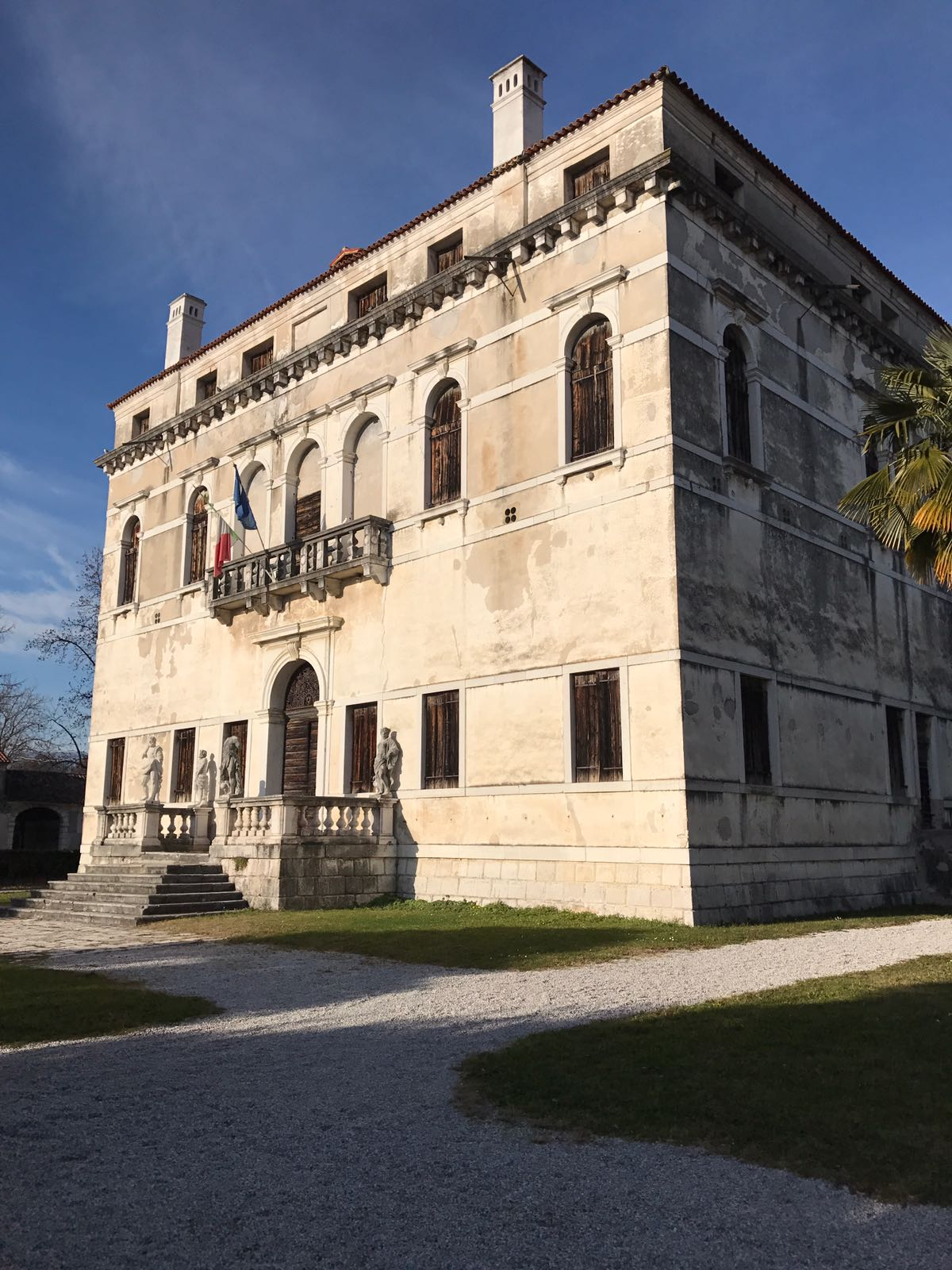
Fassade des Landhauses